# Abraham Olano

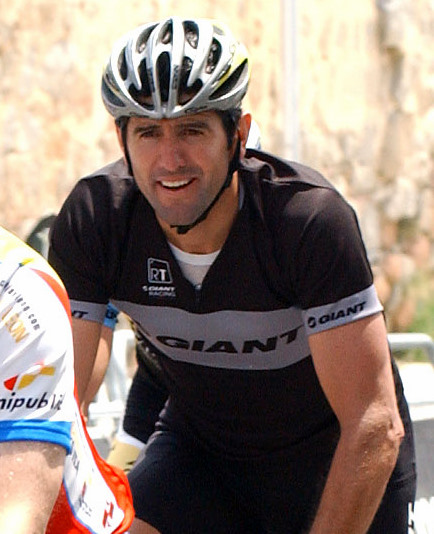
Abraham Olano im Jahr 2006

Abraham Olano Manzano (* 22. September 1970 in Anoeta, Spanien) ist ein ehemaliger spanischer Radrennfahrer.

## Karriere
Olano begann mit neun Jahren mit dem Radsport. Nachdem ihn ein Trainer bei seinen täglichen Radtouren zu seiner Schule, die auf einem Berg lag, beobachtet hatte, lud er Olano zu einem Training im Verein von Tolosa ein. Schon sein erstes Rennen gewann er überlegen. Später wurden die Trainer der Mannschaft Kaiku, in dem die besten baskischen Nachwuchsfahrer trainierten, auf ihn aufmerksam und holten ihn in ihr Team. Nach einem Jahr als Amateur wurde er in die Nationalmannschaft im Bahnradsport berufen.
Er begann seine Profikarriere 1992 im Team CHCS-Ciemar, welches sich jedoch bereits Anfang April auflöste. Zum Jahresende fuhr er als Stagiaire bei Lotus-Festina. 1993 wechselte er in das spanische Team CLAS-Cajastur als Domestik des Mannschaftskapitäns Tony Rominger.
Erste bedeutende individuelle Erfolge erreichte Olano 1993. So gewann er unter anderem die Asturien-Rundfahrt und das Double bei den spanischen Straßenmeisterschaften (Straßenrennen und Einzelzeitfahren).
In den folgenden Jahren entwickelte sich Olano zu einem der erfolgreichsten Spezialisten für Etappenrennen und Zeitfahren. Er gewann zahlreiche Rundfahrten und belegte – beginnend mit dem zweiten Rang bei der Vuelta a España 1995, bei der er alle drei Zeitfahren gewann – insgesamt fünf Podiumsplatzierungen bei den „Grand Tours“. Sein größter Erfolg bei Etappenrennen war sein Sieg bei der Vuelta a España 1998. Im selben Jahr unterstrich er mit dem Weltmeistertitel im Zeitfahren seine Qualitäten in dieser Disziplin.
Mit einem Ausreißversuch in der letzten Runde des Straßenrennens der UCI-Straßen-Weltmeisterschaften 1995 im kolumbianischen Duitama konnte Olano seinen größten Erfolg bei einem Eintagesrennen erzielen und gewann mit 35 Sekunden Vorsprung auf seinen favorisierten Landsmann Miguel Indurain. Er profitierte dabei davon, dass die Konkurrenten sich auf Indurain konzentrierten und dieser aufgrund der Teamdisziplin Olano nicht nachsetzen durfte.
Am Ende der Saison 2002 beendete er seine Karriere im Alter von 32 Jahren.
Im Juli 2013 wurde Olano in einem Untersuchungsbericht der Anti-Doping-Kommission des französischen Senats beschuldigt, zu den rund 60 Fahrern zu gehören, denen anhand von Nachtests aus dem Jahr 2004 Doping mit dem Blutbildungshormon Erythropoetin (kurz: EPO) bei der Tour de France 1998 nachgewiesen werden konnte. Olano bestritt die Beschuldigungen, wurde jedoch im Anschluss an die Veröffentlichung des Berichts von seiner Aufgabe als Technischer Direktor der Spanienrundfahrt 2013 entbunden.

## Erfolge
1994
- Gesamtwertung Vuelta a Asturias
- Spanischer Meister – Straßenrennen, Zeitfahren
- Clásica Alcobendas

1995
- drei Etappen Vuelta a España
- Weltmeisterschaften Zeitfahren
- Weltmeisterschaften Straßenrennen

1996
- Gesamtwertung Tour de Romandie
- Olympische Spiele – Zeitfahren

1997
- Gesamtwertung Bicicleta Vasca
- eine Etappe Tour de France
- Grand Prix Eddy Merckx

1998
- Gesamtwertung Bicicleta Vasca
- Spanischer Meister – Zeitfahren
- Gesamtwertung und eine Etappe Vuelta a España
- Weltmeisterschaften Einzelzeitfahren
- Grand Prix Eddy Merckx

1999
- Gesamtwertung Burgos-Rundfahrt
- eine Etappe Vuelta a España

2000
- Gesamtwertung Critérium International
- Gesamtwertung Tirreno–Adriatico
- Gesamtwertung Valencia-Rundfahrt
- eine Etappe Vuelta a España

2001
- Clásica Alcobendas

## Grand-Tour-Platzierungen
| Grand Tour            | 1993 | 1994 | 1995 | 1996 | 1997 | 1998 | 1999 | 2000 | 2001 | 2002 |
| --------------------- | ---- | ---- | ---- | ---- | ---- | ---- | ---- | ---- | ---- | ---- |
| Giro d’ItaliaGiro     | –    | –    | –    | 3    | –    | –    | –    | –    | 2    | –    |
| Tour de FranceTour    | DNF  | 30   | –    | 9    | 4    | DNF  | 6    | 34   | –    | 78   |
| Vuelta a EspañaVuelta | –    | 20   | 2    | –    | DNF  | 1    | DNF  | 19   | 64   | –    |

## Teams
- 1992 (bis April) CHCS – Ciemar
- 1992 (ab September) Lotus-Festina (Stagiaire)
- 1993 CLAS-Cajastur
- 1994 Mapei-CLAS
- 1995–1996 Mapei-GB
- 1997–1998 Banesto
- 1999–2002 ONCE